# Sindaci di Lanciano
Di seguito l'elenco cronologico dei sindaci di Lanciano e delle altre figure apicali equivalenti che si sono succedute nel corso della storia.

## Regno di Napoli (1766-1816)
| Raffaele Zulli          | 1766 | 1768 |
| Domenico Macciocchini   | 1768 | 1770 |
| Giovanni Germani        | 1770 | 1773 |
| Paolo F. Maranca        | 1773 | 1780 |
| Domenico De Crecchio    | 1780 | 1782 |
| Giovanni Germani        | 1782 | 1783 |
| Concezio Berenga        | 1783 | 1783 |
| Paolo F. Capretti       | 1783 | 1784 |
| Emanuele Fenaroli       | 1784 | 1785 |
| Battista G. Cappelletti | 1785 | 1786 |
| Domenico Petrilli       | 1786 | 1787 |
| Domenico Montanari      | 1787 | 1788 |
| Antonio De Crecchio     | 1788 | 1789 |
| Pasqualmaria Liberatori | 1789 | 1790 |
| Ascanio De Arcangelis   | 1790 | 1791 |
| Saverio F. Bocache      | 1791 | 1792 |
| Filippo Bocache         | 1792 | 1793 |
| Guglielmo De Giorgio    | 1793 | 1794 |
| Diodato De Bucachi      | 1794 | 1795 |
| Niccolò Pollidori       | 1795 | 1796 |
| Antonio Madonna         | 1796 | 1797 |
| Paolo F. Bocache        | 1797 | 1798 |
| Antonio Capretti        | 1798 | 1801 |
| Giannantonio Maddestra  | 1801 | 1802 |
| Ludovico Maranca        | 1802 | 1804 |
| Simone Peschio          | 1804 | 1805 |
| Ascanio De Arcangelis   | 1805 | 1806 |
| Simone Peschio          | 1806 | 1807 |
| Benigno Madonna         | 1807 | 1809 |
| Giacomo De Crecchio     | 1809 | 1810 |
| Francesco Mancini       | 1810 | 1811 |
| Giuliano De Giorgio     | 1811 | 1812 |
| Bernardo De Giorgio     | 1812 | 1813 |
| Nicola Mancini          | 1813 | 1814 |
| Antonio De Giorgio      | 1814 | 1815 |
| Giangiacomo Festa       | 1815 | 1816 |

## Regno delle Due Sicilie (1816-1861)
| Giangiacomo Festa    | 1816 | 1818 |
| Francescantonio Peri | 1818 | 1818 |
| Cassiodoro Monti     | 1818 | 1819 |
| Concezio Rossi       | 1819 | 1819 |
| Giuseppe Maria Coli  | 1819 | 1821 |
| Nicola Rotellini     | 1821 | 1824 |
| Michele De Giorgio   | 1824 | 1830 |
| Benigno Madonna      | 1830 | 1833 |
| Michele De Giorgio   | 1833 | 1837 |
| Saverio Genoini      | 1837 | 1840 |
| Carlo Tommaso        | 1840 | 1846 |
| Paolo Vergilj        | 1846 | 1849 |
| Domenico Genoino     | 1849 | 1852 |
| Pier Luigi Brasile   | 1852 | 1856 |
| Saverio De Cecco     | 1856 | 1859 |
| Pier Mattia Brasile  | 1859 | 1860 |
| Ignazio Napolitani   | 1860 | 1861 |

## Regno d'Italia (1861-1946)
| Sindaci nominati dal governo (1861-1889)                            | Sindaci nominati dal governo (1861-1889) | Sindaci nominati dal governo (1861-1889)                                 | Sindaci nominati dal governo (1861-1889) | Sindaci nominati dal governo (1861-1889) |
| Nominativo                                                          | Partito                                  | Partito                                                                  | Mandato                                  | Mandato                                  |
| Nominativo                                                          | Partito                                  | Partito                                                                  | Inizio                                   | Fine                                     |
| ------------------------------------------------------------------- | ---------------------------------------- | ------------------------------------------------------------------------ | ---------------------------------------- | ---------------------------------------- |
| Ignazio Napolitani                                                  |                                          | Destra storica                                                           | 1861                                     | 1862                                     |
| Alberto Berenga                                                     |                                          | Destra storica                                                           | 1862                                     | 1864                                     |
| Giustiniano Salerni                                                 |                                          | Sinistra storica                                                         | 1864                                     | 1867                                     |
| Domenico De Crecchio                                                |                                          | Destra storica                                                           | 1867                                     | 1869                                     |
| Ludovico Maranca Antinori                                           |                                          | Destra storica                                                           | 1869                                     | 1876                                     |
| Evandro Sigismondi                                                  |                                          | Sinistra storica                                                         | 1876                                     | 1882                                     |
| Gaetano Colalè                                                      |                                          | Sinistra storica                                                         | 1882                                     | 1889                                     |
| Sindaci nominati dal Consiglio comunale (1889-1926)                 |                                          |                                                                          |                                          |                                          |
| Nominativo                                                          | Partito                                  | Partito                                                                  | Mandato                                  | Mandato                                  |
| Nominativo                                                          | Partito                                  | Partito                                                                  | Inizio                                   | Fine                                     |
| Gaetano Colalè                                                      |                                          | Sinistra storica                                                         | 1889                                     | 1895                                     |
| Gerardo Berenga                                                     |                                          | Destra storica (1895-1909) poi Sinistra storica (1909-1911)              | 1895                                     | 1911                                     |
| Nicolò De Giorgio                                                   |                                          | Destra storica (1911-1913) poi Partito Liberale (1913-1914)              | 1911                                     | 1914                                     |
| Venceslao Spinelli                                                  |                                          | Partito Liberale                                                         | 1914                                     | 1920                                     |
| Vincenzo Crognale Paolucci                                          |                                          | Partito Liberale                                                         | 1920                                     | 1921                                     |
| Raffaele Tinari                                                     |                                          | Partito Radicale Italiano (1921-1922) poi Democrazia Sociale (1922-1923) | 1921                                     | 1923                                     |
| ? (Commissario prefettizio)                                         | –                                        | –                                                                        | 1923                                     | 1924                                     |
| Gerardo Berenga                                                     |                                          | Partito Liberale Italiano                                                | 1924                                     | 1925                                     |
| ? (Commissario prefettizio)                                         | –                                        | –                                                                        | 1925                                     | 1926                                     |
| Podestà nominati dal governo (1926-1943)                            |                                          |                                                                          |                                          |                                          |
| Nominativo                                                          | Partito                                  | Partito                                                                  | Mandato                                  | Mandato                                  |
| Nominativo                                                          | Partito                                  | Partito                                                                  | Inizio                                   | Fine                                     |
| ? (Commissario prefettizio)                                         | –                                        | –                                                                        | 1926                                     | 1927                                     |
| Raffaele Tinari                                                     |                                          | Partito Nazionale Fascista                                               | 1927                                     | 1928                                     |
| Gaetano Palmiri                                                     |                                          | Partito Nazionale Fascista                                               | 1928                                     | 1937                                     |
| ? (Commissario prefettizio)                                         | –                                        | –                                                                        | 1937                                     | 1938                                     |
| Enrico D'Ovidio                                                     |                                          | Partito Nazionale Fascista                                               | 1938                                     | 1941                                     |
| ? (Commissario prefettizio)                                         | –                                        | –                                                                        | 1941                                     | 1943                                     |
| Sindaci del periodo costituzionale transitorio (1943-1946)          |                                          |                                                                          |                                          |                                          |
| Nominativo                                                          | Partito                                  | Partito                                                                  | Mandato                                  | Mandato                                  |
| Nominativo                                                          | Partito                                  | Partito                                                                  | Inizio                                   | Fine                                     |
| Eduard John Bouiton (Ufficiale agli affari civili facente funzioni) |                                          | Indipendente                                                             | 1943                                     | 1943                                     |
| Antonio Di Ienno                                                    |                                          | Democrazia Cristiana                                                     | 1943                                     | 1944                                     |
| Lorenzo Porreca                                                     |                                          | Democrazia Cristiana                                                     | 1944                                     | 1944                                     |
| Guido Lotti                                                         |                                          | Democrazia Cristiana                                                     | 1944                                     | 1945                                     |
| Angelo Ucci                                                         |                                          | Democrazia Cristiana                                                     | 1945                                     | 1946                                     |

## Repubblica Italiana (dal 1946)
| Sindaci eletti dal Consiglio comunale (1946-1993)    | Sindaci eletti dal Consiglio comunale (1946-1993) | Sindaci eletti dal Consiglio comunale (1946-1993) | Sindaci eletti dal Consiglio comunale (1946-1993) | Sindaci eletti dal Consiglio comunale (1946-1993) | Sindaci eletti dal Consiglio comunale (1946-1993) | Sindaci eletti dal Consiglio comunale (1946-1993) | Sindaci eletti dal Consiglio comunale (1946-1993) |
| Nominativo                                           | Partito                                           | Partito                                           | Partito                                           | Partito                                           | Mandato                                           | Mandato                                           | Elezione                                          |
| Nominativo                                           | Partito                                           | Partito                                           | Partito                                           | Partito                                           | Inizio                                            | Fine                                              | Elezione                                          |
| ---------------------------------------------------- | ------------------------------------------------- | ------------------------------------------------- | ------------------------------------------------- | ------------------------------------------------- | ------------------------------------------------- | ------------------------------------------------- | ------------------------------------------------- |
| Alberto Paone                                        |                                                   | Partito Repubblicano Italiano                     | Partito Repubblicano Italiano                     | Partito Repubblicano Italiano                     | 1946                                              | 1951                                              | Elezione 1946                                     |
| Guido Lotti                                          |                                                   | Democrazia Cristiana                              | Democrazia Cristiana                              | Democrazia Cristiana                              | 1951                                              | 1956                                              | Elezione 1951                                     |
| Antonio Di Ienno                                     |                                                   | Democrazia Cristiana                              | Democrazia Cristiana                              | Democrazia Cristiana                              | 1956                                              | 1961                                              | Elezione 1956                                     |
| Francesco Paolo Giancristofaro                       |                                                   | Democrazia Cristiana                              | Democrazia Cristiana                              | Democrazia Cristiana                              | 1961                                              | 1965                                              | Elezione 1961                                     |
| Errico D'Amico                                       |                                                   | Democrazia Cristiana                              | Democrazia Cristiana                              | Democrazia Cristiana                              | 1965                                              | 1970                                              | Elezione 1965                                     |
| Errico D'Amico                                       | 1970                                              | Democrazia Cristiana                              | Democrazia Cristiana                              | Democrazia Cristiana                              | 1975                                              | Elezione 1970                                     |                                                   |
| Angelo Ucci                                          |                                                   | Democrazia Cristiana                              | Democrazia Cristiana                              | Democrazia Cristiana                              | 1975                                              | 1980                                              | Elezione 1975                                     |
| Attilio D'Amico                                      |                                                   | Democrazia Cristiana                              | Democrazia Cristiana                              | Democrazia Cristiana                              | 1980                                              | 1985                                              | Elezione 1980                                     |
| Giovanni Polidoro                                    |                                                   | Democrazia Cristiana                              | Democrazia Cristiana                              | Democrazia Cristiana                              | 29 luglio 1985                                    | 6 agosto 1990                                     | Elezione 1985                                     |
| Giovanni Polidoro                                    | 11 agosto 1990                                    | Democrazia Cristiana                              | Democrazia Cristiana                              | Democrazia Cristiana                              | 2 gennaio 1992                                    | Elezione 1990                                     |                                                   |
| Antonio Pasquini                                     |                                                   | Democrazia Cristiana                              | Democrazia Cristiana                              | Democrazia Cristiana                              | 28 febbraio 1992                                  | Elezione 1990                                     | 15 maggio 1993                                    |
| Alfredo Sabella (Commissario prefettizio)            | –                                                 | –                                                 | –                                                 | –                                                 | 31 luglio 1993                                    | 6 dicembre 1993                                   | –                                                 |
| Sindaci eletti direttamente dai cittadini (dal 1993) |                                                   |                                                   |                                                   |                                                   |                                                   |                                                   |                                                   |
| Nominativo                                           | Partito                                           | Partito                                           | Coalizione                                        | Coalizione                                        | Mandato                                           | Mandato                                           | Elezione                                          |
| Nominativo                                           | Partito                                           | Partito                                           | Coalizione                                        | Coalizione                                        | Inizio                                            | Fine                                              | Elezione                                          |
| Nicola Fosco                                         |                                                   | Movimento Sociale Italiano - Destra Nazionale     |                                                   | MSI-DN                                            | 6 dicembre 1993                                   | 17 novembre 1997                                  | Elezione 1993                                     |
| Nicola Fosco                                         |                                                   | Indipendente                                      |                                                   | CCD-CDU-L. civica                                 | 17 novembre 1997                                  | 8 novembre 2000                                   | Elezione 1997                                     |
| Filippo Paolini                                      |                                                   | Forza Italia                                      |                                                   | FI-CCD-CDU-AN-DC                                  | 14 maggio 2001                                    | 13 giugno 2006                                    | Elezione 2001                                     |
| Filippo Paolini                                      |                                                   | Forza Italia                                      | FI-UDC-L. civiche                                 | 13 giugno 2006                                    | 31 maggio 2011                                    | Elezione 2006                                     |                                                   |
| Mario Pupillo                                        |                                                   | Partito Democratico                               |                                                   | PD-L. civiche                                     | 31 maggio 2011                                    | 19 giugno 2016                                    | Elezione 2011                                     |
| Mario Pupillo                                        |                                                   | Partito Democratico                               | PD-L. civiche                                     | 19 giugno 2016                                    | 20 ottobre 2021                                   | Elezione 2016                                     |                                                   |
| Filippo Paolini                                      |                                                   | Forza Italia                                      |                                                   | LSP-FdI-FI-UdC-L. civiche                         | 20 ottobre 2021                                   | in carica                                         | Elezione 2021                                     |